# گبه استان بوشهر

گبه‌بافی در استان بوشهر شاخص‌ترین محصول صنایع دستی این استان است. در استان بوشهر بافندگان به دو قشر تقسیم می‌شوند. یک عده بافندگانی هستند که مواد اولیه را به سرمایهٔ خوشان تهیه می‌کنند و می‌فروشند که از وضعیت اقتصادی خوبی برخوردارند. قشر دیگر به‌صورت دستمزدی کار می‌کنند و مواد اولیه را از سایر منابع تحویل می‌گیرند.

## سابقه تاریخی گبه بافی در استان بوشهر
سابقه تاریخی: در هر جاکه دام وجود داشته‌است، انسان به کاربرد پشم گوسفند پی برده و بعدها بافت گبه و گلیم در همان مناطق معمول شده‌است، روستای شول قدمت دیرینه در گبه بافی دارد. بعد از آن سرمک، رود فاریاب، ده کهنه و غیره

## مشخصات یک گبه مرغوب
- دار محکم باشد.
- چله کشی به خوبی انجام شده باشد.
- گره باید محکم زده شود.
- شانه به خوبی زده شود.
- نخی را که بعد از گره زدن می‌بافند، به اصطلاح زنجیری، که درروستای شول به آن تپ کو می‌گویند به خوبی بافته شود و روی آن شانه زده شود.

## نقوش و رنگهای گبه در استان بوشهر
در این منطقه طرح‌ها بیشتر الهام گرفته از طبیعت است که در محل زندگی آنان وجود دارد، مانند نقش بز، پرنده و درخت که در قالی و گبه‌ها دیده می‌شود. ممکن است به صورت طرح بندی باشد، یعنی یک قطعه از طرح در سر تا سر فرش چه در طول چه در عرض تکرار شده باشد. طرح هندسی هم در بافته‌ها یشان دیده می‌شود گبه‌های این مناطق صادراتی هستند و برای کشورهای اروپایی سفارش می‌گیرند. گبه‌های امروزی با استفاده از طرح‌ها و نقش‌های که به بافندگان داده می‌شود آماده می‌شود و طرح‌ها اصالت دیرین را ندارند. در گذشته همه گبه‌ها به رنگ خود پشم بافته می‌شد و رنگ دیگری نداشت.

## نقش‌های گبه در روستای شول
- نقش دو لوزی سماور
- نقش وسط چنگ
- ماه و آفتاب
- نقش حسین خانی
- نقش کنگره‌ای
- چنگ
- قلیونی (محل اتصال دو لوزی را قلیونی می‌گویند)
- نقش چنار
- بغل خوسی
- نقش ساده شده حیوان مانند نقش آهو که به آن شکال می‌گویند.

## نقش‌های موجود در روستای کلمه
- ناظم
- گل حاشیه و چهار شاخه
- سراب
- نقش بلبل
- نقش تجریهٔ حیوان
- نقش کبک روی کوه
- نقوش شطرنجی